# Марк Юлий Вестин Атик
Марк Юлий Вестин Атик (на латински: Marcus Iulius Vestinus Atticus; † 65 г.) е политик на Римската империя по времето на император Нерон.

## Биография
Фамилията му произлиза от Виен в Нарбонска Галия. Той е син на конника Луций Юлий Вестин (префект на Египет 60 – 62 г.).
През 63 г. се жени за Стацилия Месалина и тя му ражда син, който умира през 88 г. Това е неин четвърти брак, въпреки че от началото на 60-те години е била любовница на Нерон.
От януари до април 65 г. Марк Юлий Вестин Атик e консул заедно с Лициний Нерва Силиан. През 65 г. императорът се разпорежда Атик да бъде арестуван и той се самоубива. Суфектконсул на неговото място става Публий Пазидиен Фирм (май–юни).
През първите месеци на 66 г. Стацилия Месалина се омъжва за Нерон и става Августа.